# Lata
Pour la montagne, voir Lata (Samoa américaines).
Lata est une ville des Îles Salomon, située sur l'île de Nendo, dans la province de Temotu dont elle est le chef-lieu.

## Géographie
La ville est située dans le nord-est de l'île de Nendo, dont elle constitue la principale localité. Nendo appartient à la province de Temotu dont Lata est le chef-lieu.

## Population
Lata comptait 553 habitants en 2007, ce qui en fait la principale agglomération de Nendo.

## Santé
Lata dispose d'un hôpital.